# Episodi di The Consultant
La prima stagione della serie televisiva The Consultant, composta da otto episodi, è stata pubblicata in prima visione assoluta sul servizio di streaming on demand Prime Video il 24 febbraio 2023, in tutti i paesi in cui il servizio è disponibile.
| nº | Titolo originale | Titolo italiano | Pubblicazione    |
| -- | ---------------- | --------------- | ---------------- |
| 1  | Creator          | Creatore        | 24 febbraio 2023 |
| 2  | Mama             | Mamma           | 24 febbraio 2023 |
| 3  | Friday           | Venerdì         | 24 febbraio 2023 |
| 4  | Sang             | Sang            | 24 febbraio 2023 |
| 5  | Sick             | Malato          | 24 febbraio 2023 |
| 6  | Glass            | Vetro           | 24 febbraio 2023 |
| 7  | Elephant         | Elefante        | 24 febbraio 2023 |
| 8  | Hammer           | Martello        | 24 febbraio 2023 |

## Creatore
- Titolo originale: Creator
- Diretto da: Matt Shakman
- Scritto da: Tony Basgallop

## Mamma
- Titolo originale: Mama
- Diretto da: Dan Attias
- Scritto da: Tony Basgallop

## Venerdì
- Titolo originale: Friday
- Diretto da: Dan Attias
- Scritto da: Tony Basgallop

## Sang
- Titolo originale: Sang
- Diretto da: Alexis Ostrander
- Scritto da: Tony Basgallop

## Malato
- Titolo originale: Sick
- Diretto da: Alexis Ostrander
- Scritto da: Tony Basgallop

## Vetro
- Titolo originale: Glass
- Diretto da: Charlotte Brandström
- Scritto da: Tony Basgallop

## Elefante
- Titolo originale: Elephant
- Diretto da: Charlotte Brandström
- Scritto da: Tony Basgallop

## Martello
- Titolo originale: Hammer
- Diretto da: Karyn Kusama
- Scritto da: Tony Basgallop